# Calatorao
Calatorao es un municipio y localidad española de la provincia de Zaragoza, en la comunidad autónoma de Aragón. Se encuentra en la comarca de Valdejalón. Tiene un área de 48,02 km² con una población de 2882 habitantes (INE 2022).

## Toponimia
El término Calatorao proviene del árabe قلعة تراب Qala‘a turâb, «fortaleza de tierra (tapial)».

## Geografía
Integrado en la comarca de Valdejalón, se sitúa a 51 kilómetros de la capital provincial. Su término municipal está atravesado por la Autovía del Nordeste, entre los pK 277 y 284. El relieve del territorio está determinado por el valle del río Jalón que discurre por el norte del pueblo y que se abre a la depresión del Ebro. La altitud del municipio oscila entre los 457 m y los 329 m. El pueblo se asienta sobre un pequeño cerro a 366 m sobre el nivel del mar. 
| Noroeste: Ricla                          | Norte: Salillas de Jalón y Lucena de Jalón | Noreste: Épila   |
| Oeste: Ricla y La Almunia de Doña Godina |                                            | Este: Épila      |
| Suroeste: La Almunia de Doña Godina      | Sur: La Almunia de Doña Godina             | Sureste: Alfamén |

Tiene una temperatura media anual de 14,2 °C y una precipitación anual de 328 mm.

## Historia

### Prehistoria y arqueología
Las primeras noticias de Calatorao se remontan a la época en que las tribus celtas —como los lusones, y más tarde belos y titos— se instalan en el valle del Jalón.
En esta zona estaba la importante ciudad celtíbera de Nertóbriga, cuya localización exacta todavía hoy se desconoce.
De acuerdo a Antonino dicha ciudad estaba en la vía romana XXV que unía Cesaraugusta (Zaragoza) con Augusta Emerita (Mérida), cuyo trazado discurría por el río Jalón. Su posición a 21 millas de Bílbilis (Calatayud) y 14 de Segontia (La Muela), corresponde a un lugar situado entre Calatorao, Ricla y La Almunia de Doña Godina.
Una necrópolis romana con tégulas, aparecida a 2 km al oeste del pueblo, atestigua la herencia romana de la zona.

### Edad Media
En el año 714 las tropas musulmanas al mando de Musa ibn Nusair tomaron Zaragoza y sus alrededores. Fue durante la dominación árabe cuando el municipio recibió su nombre actual, procedente de las palabras Qala‘at al-turâb, «Castillo de Tierra». Aparece documentado como «Calaturab» por primera vez en 1128, muy pocos años después de ser reconquistado.
Una vez que Alfonso I el Batallador reconquista Calatorao, sus tierras pasan a ser propiedad de realengo, y se encarga de gobernarlas el tenente Lope Garcés II de Estella. Asimismo, en 1160 existe constancia de que el Castillo de Calatorao ya existía. En 1213 Pedro II donó la villa al Cabildo de Santa María la Mayor de Zaragoza, a quien perteneció desde entonces, aunque también la Orden de los Hospitalarios tuvo algunos bienes.

### Edad Moderna
Tras la reconquista cristiana no hubo expulsión de la población musulmana. De hecho, en 1495 coexistían 30 familias cristianas con 38 musulmanas. No fue hasta 1610 cuando la población musulmana fue definitivamente expulsada, circunstancia que en Calatorao afectó a 54 familias.
Por ser villa de señorío eclesiástico, las funciones que normalmente correspondían a los delegados del rey, en Calatorao fueron desempeñadas por los priores del Pilar. No obstante, de acuerdo a un documento fechado en 1404, la jurisdicción criminal y civil correspondía a la Corona, siendo ejercida durante mucho tiempo por los oficiales reales de la vecina Ricla. A partir de 1428, Alfonso V de Aragón concedió al caballero Jesús Martínez de Luna las funciones que ejercían hasta entonces los oficiales de Ricla, derechos que posteriormente recayeron en Ferrán de Lanuza, Justicia de Aragón.
El hecho de que Calatorao perteneciera durante seis siglos al Cabildo del Pilar determinó en gran medida el devenir histórico de la villa. Fueron las leyes desamortizadoras de 1836-37 las que acabaron con el patrimonio eclesiástico, pasando sus posesiones a manos de particulares.
El quinto tomo del Diccionario geográfico-estadístico-histórico de España de Pascual Madoz, de 1846, refiere:

Calatorao (o Calatrao), situado sobre una altura que domina la inmensa huerta que le rodea,... tiene 250 casas distribuidas en varias calles y plazas... y un antiguo palacio que era del cabildo de Zaragoza.

En lo referente a su actividad económica, Madoz señala lo siguiente:

El terreno es casi todo huerta de gran calidad; al S. está la parte de secano que también es bueno y cría abundantes yerbas de pasto para los ganados: lo cruza el río Jalón que corre de O. á E., y sus aguas fecundizan la tierra y mantienen 3 molinos harineros y uno de aceite.

## Demografía
Calatorao cuenta con una población de 2906 habitantes (INE 2024).
| Gráfica de evolución demográfica de Calatorao entre 1842 y 2021                                                     |
| |
| Población de derecho según los censos de población del INE Población de hecho según los censos de población del INE |

En 1495, Calatorao contaba con 68 «fuegos» u hogares, lo que equivale a unos 300 habitantes. A mediados del siglo XIX, de acuerdo al censo de España de 1857, la localidad tenía 1920 habitantes, que para 1877 se habían incrementado a 2050.En los siglos XX y XXI, la estructura demográfica puede considerarse positiva y en 2020 la población del municipio ascendía a 2860 habitantes.

## Economía

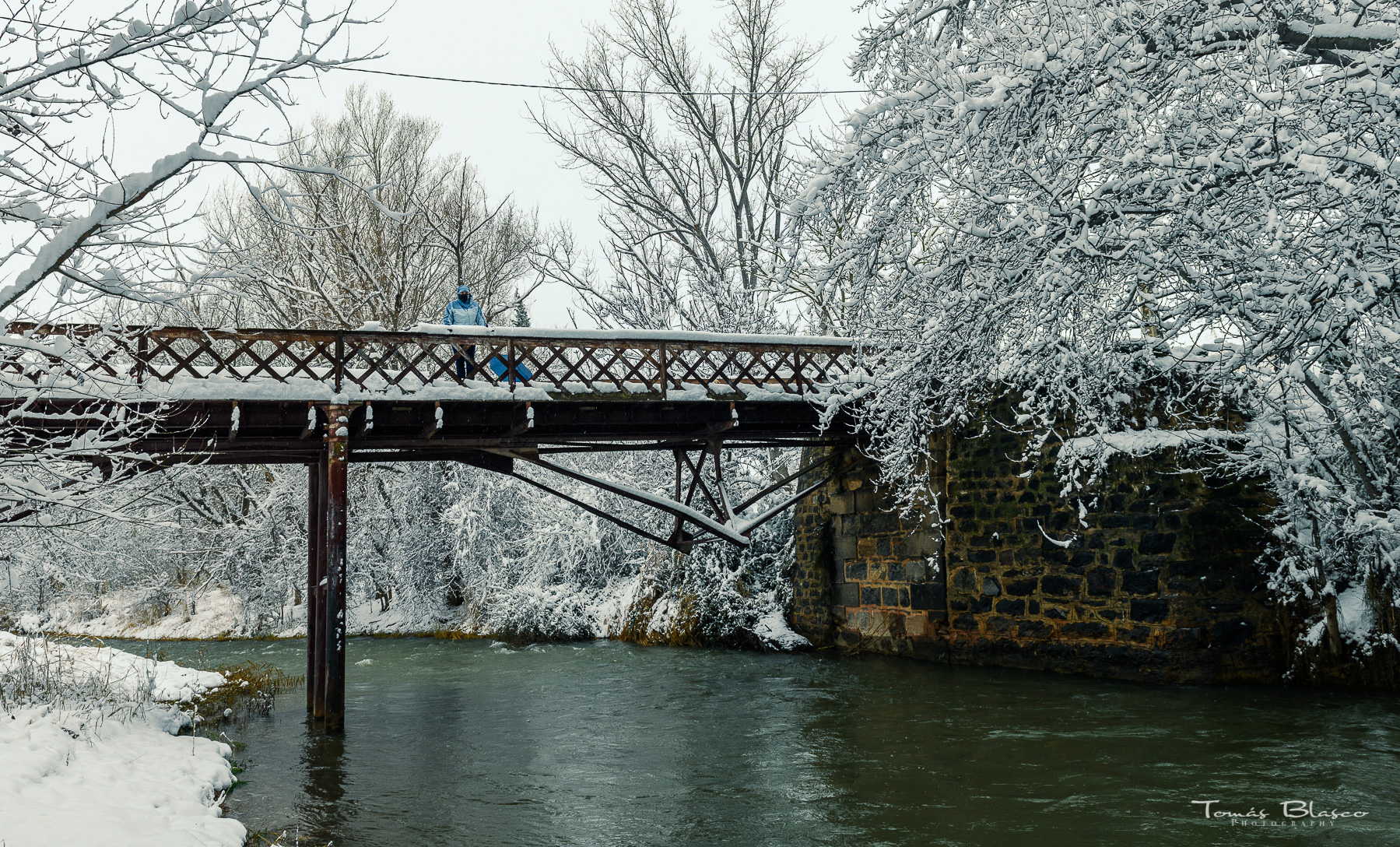
Puente centenario sobre el río Jalón

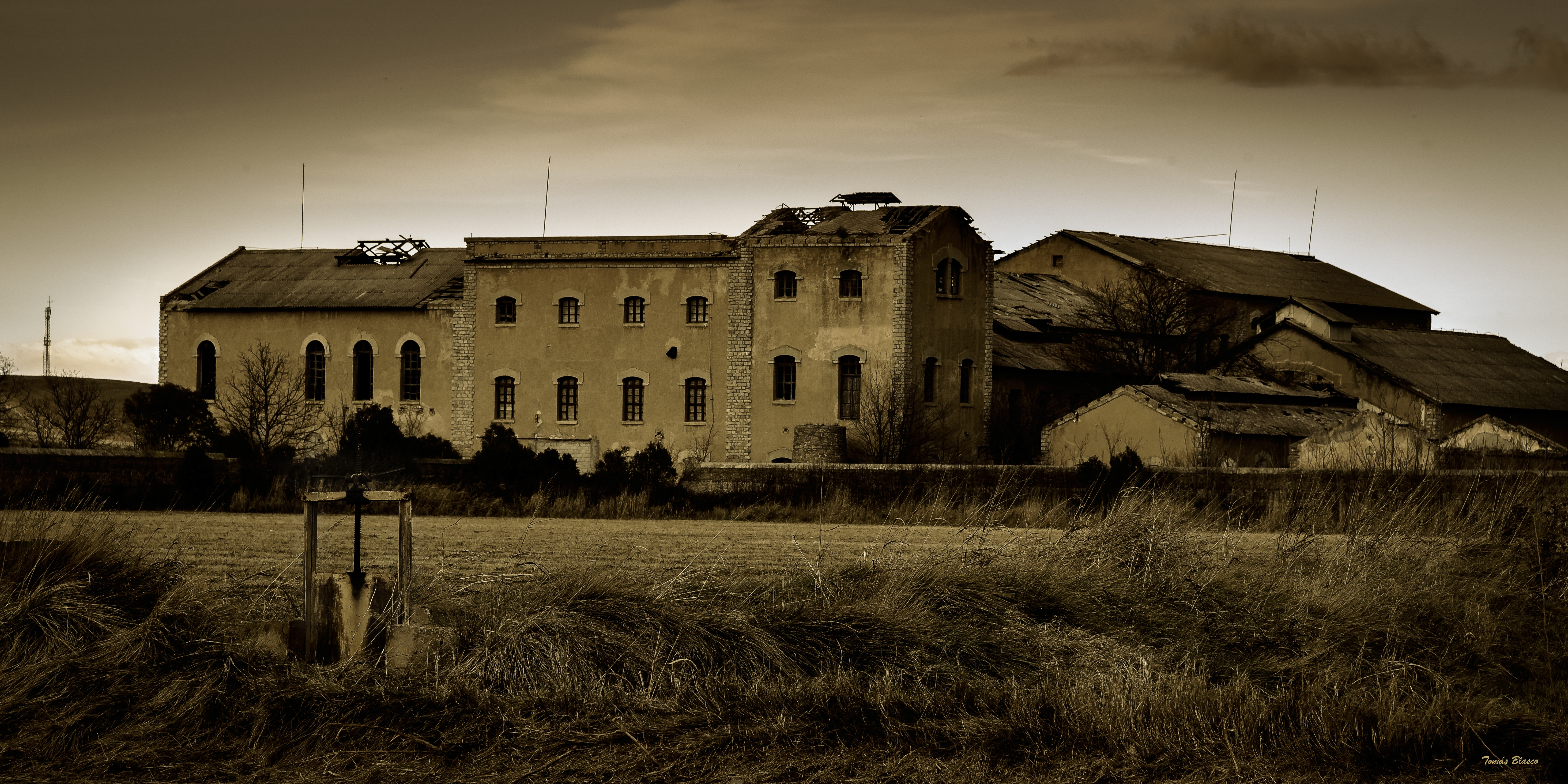
Edificios de la Azucarera que funcionó a primeros del

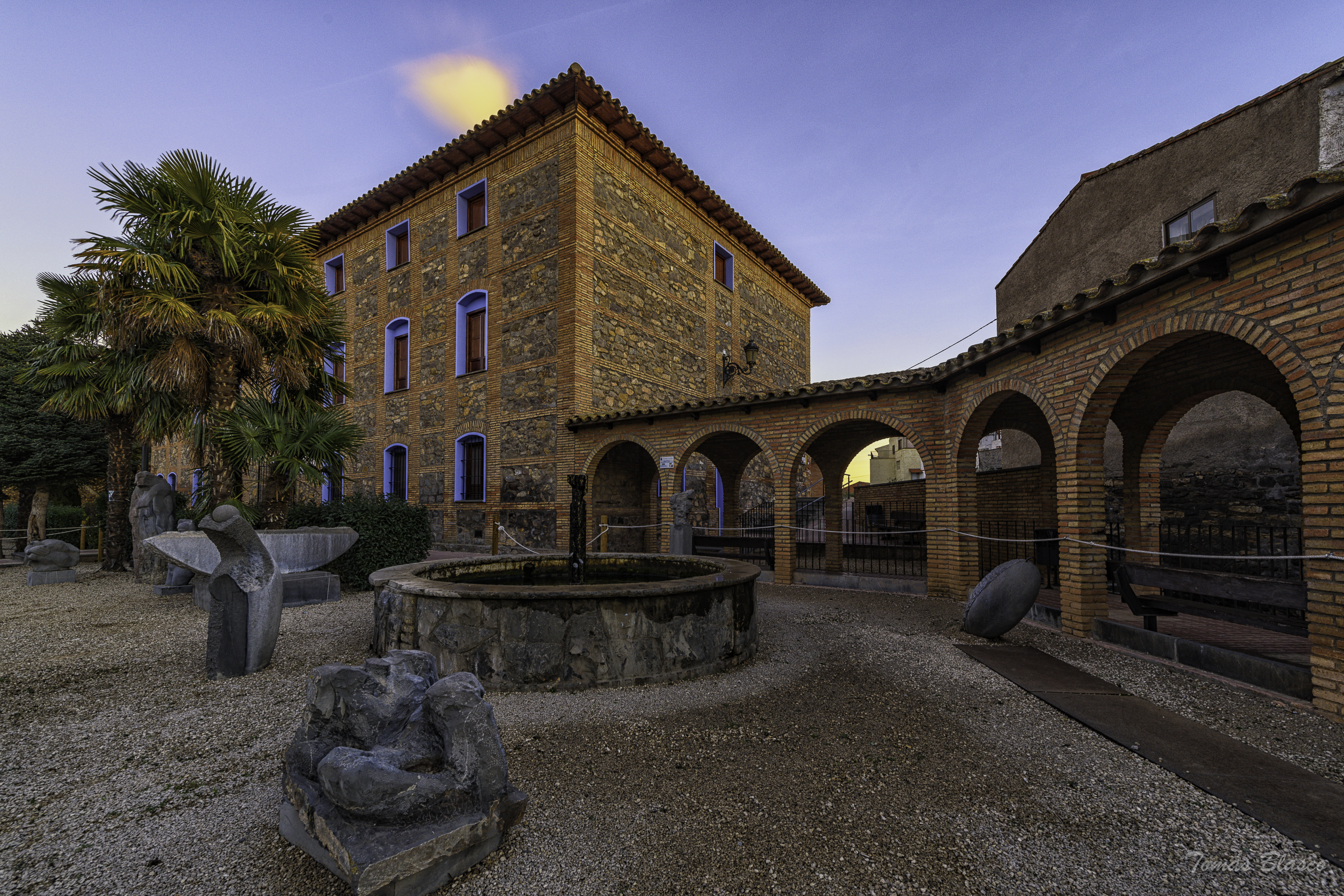
Casa de Cultura con el Museo de la Piedra

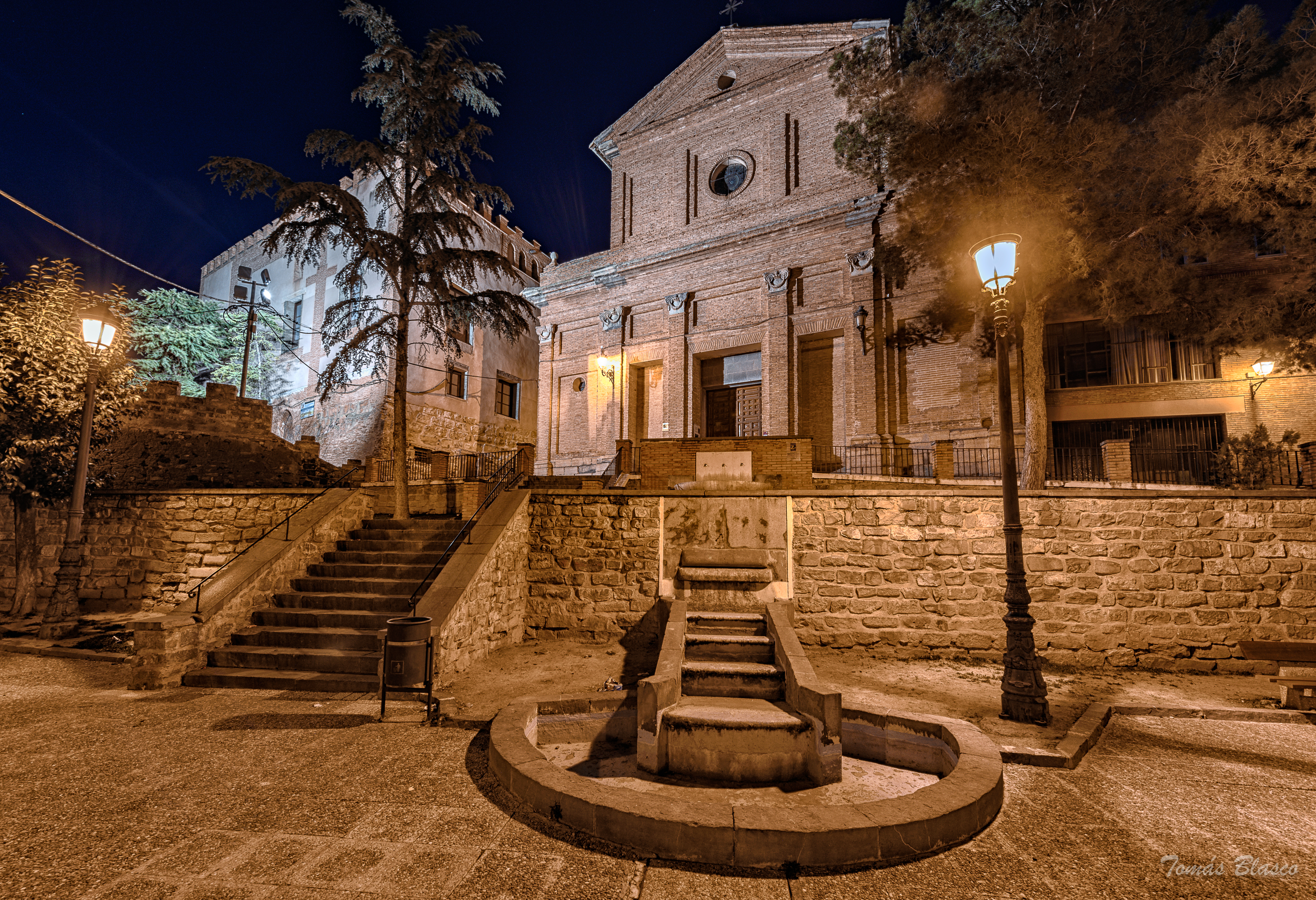
Plaza de la Iglesia

Las actividades económicas se hallan muy equilibradas, predominando ligeramente la industria pero con índices semejantes a los servicios y la agricultura. Existen empresas dedicadas a la fabricación de zumos y conserva de frutas, a la cantería y al sector de la confección. Pero la agricultura también constituye una actividad relevante, estando transformadas en regadío más del 50 % de las tierras cultivadas. Los principales cultivos de regadío son los árboles frutales —manzanos, perales, melocotoneros, ciruelos, cerezos y albaricoqueros—, el maíz y las hortalizas. Entre los cultivos de secano predomina la producción de cereales y el viñedo de uva para vino. En la actualidad, la elaboración y conservación industrial de productos agrícolas representa la mayor fuente de ingresos para los calatorenses. Por su parte, la ganadería también ha experimentado en los últimos años cierto incremento.
En cuanto a la industria, hay que mencionar la fama de la «piedra de Calatorao». De color negro, es extraída de las canteras de la Dehesa Boyal del Romeral, al S del casco urbano, así como de otra menor situada en El Calvario, al N de la localidad. En el paraje de La Torraza, en el municipio vecino de Ricla existe otra cantera del mismo tipo de roca. Se trata de formaciones del Jurásico constituidas casi exclusivamente por calizas negras que, gracias al buen pulido que adquieren, son muy apreciados como mármol de decoración. Las primeras obras conocidas se remontan a la época árabe pero fue utilizada ya desde la época romana. Decora gran número de palacios e iglesias aragonesas y en la actualidad es utilizada para esculturas, arquitectura moderna y en general en todo tipo de espacios y zonas urbanas de España.

## Administración y política
| Período   | Alcalde                  | Partido |  |
| --------- | ------------------------ | ------- |  |
| 1979-1983 | Eduardo Aguirre Alias    | PSOE    |  |
| 1983-1987 |                          |         |  |
| 1987-1991 |                          |         |  |
| 1991-1995 |                          |         |  |
| 1995-1999 | José Luis Sánchez Romero | PP      |  |
| 1999-2003 | Jesús María Isla Subías  | PSOE    |  |
| 2003-2007 | Jesús María Isla Subías  | PSOE    |  |
| 2007-2011 | Jesús María Isla Subías  | PSOE    |  |
| 2011-2015 | Jesús María Isla Subías  | PSOE    |  |
| 2015-2019 | David Felipe Lallana     | PSOE    |  |

| Partido político    | Partido político                                   | 2003   | 2007   | 2011   | 2015   |
| Partido político    | Partido político                                   | Ediles | Ediles | Ediles | Ediles |
|                     | Partido de los Socialistas de Aragón (PSOE-Aragón) | 6      | 6      | 6      | 7      |
|                     | Partido Popular de Aragón (PP)                     | 5      | 4      | 4      | 3      |
|                     | Partido Aragonés (PAR)                             | 0      | 0      | 1      | 1      |
|                     | Chunta Aragonesista (CHA)                          | 0      | 1      | 0      | —      |
| Total de concejales | Total de concejales                                | 11     | 11     | 11     | 11     |

## Patrimonio

### Patrimonio civil

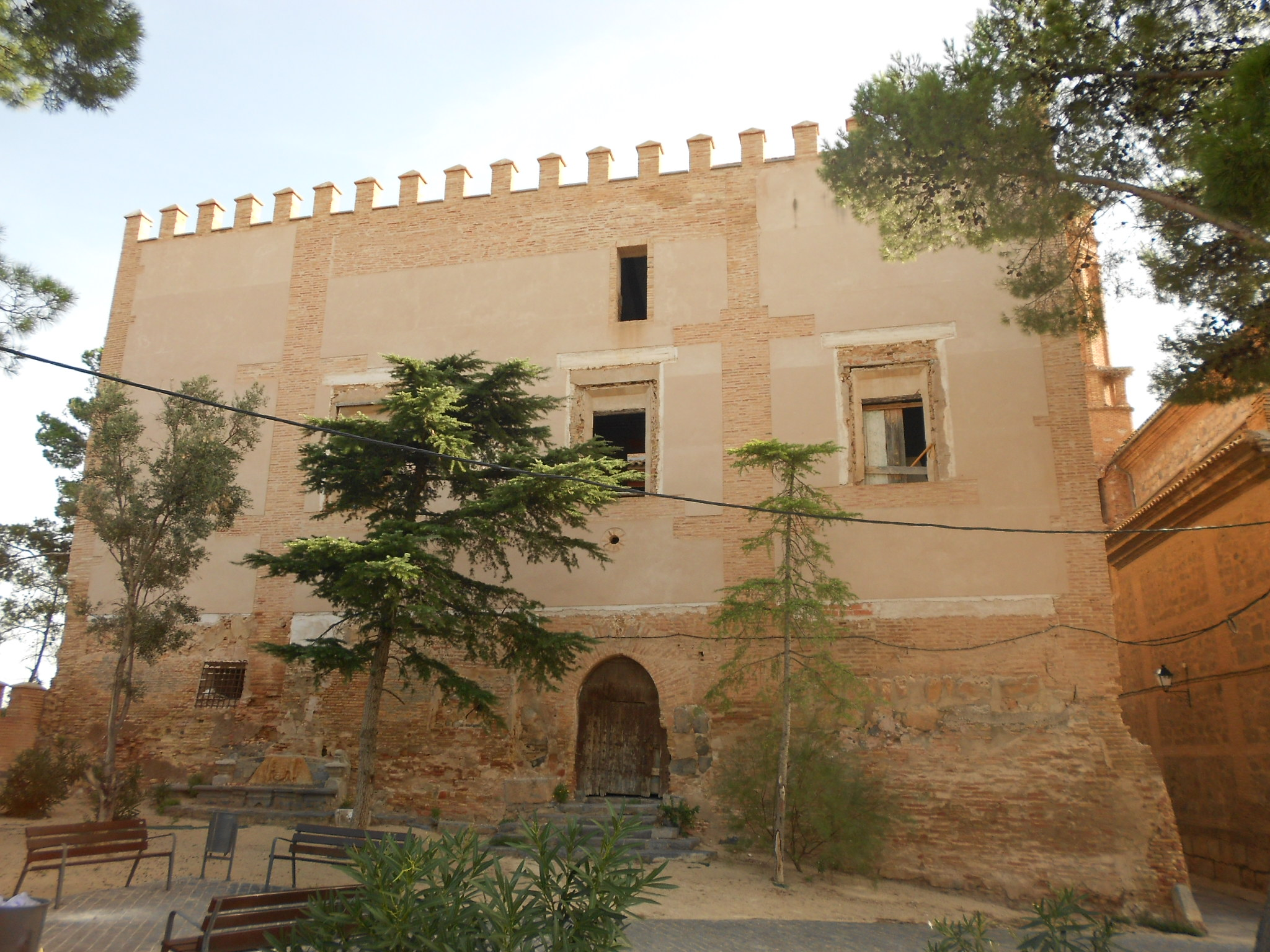
Castillo de los Priores (siglos al)

El castillo-palacio de Doña Urraca, o castillo de los Priores, situado en lo alto de la población, es un edificio de piedra de sillería, con planta rectangular. Posee un torreón almenado del siglo XIV, único vestigio que le queda de su carácter defensivo. El conjunto resultante es de estilo mudéjar aragonés renacentista con detalles góticos. Su construcción es atribuida a los árabes de la época de los enfrentamientos entre las familias de los Banu Qasi, los Tuyibíes o los Banu Hud. Entre 1504 y 1509 los maestros Zalema Xama y Mahoma Allabar acometieron unas reformas importantes transformando el aspecto del castillo al que hoy tiene. Conserva prácticamente intacta la cocina de principios de siglo XX así como dos baños completos; también el artesonado del salón de los Reyes, completamente restaurado, el tejado y las almenas.

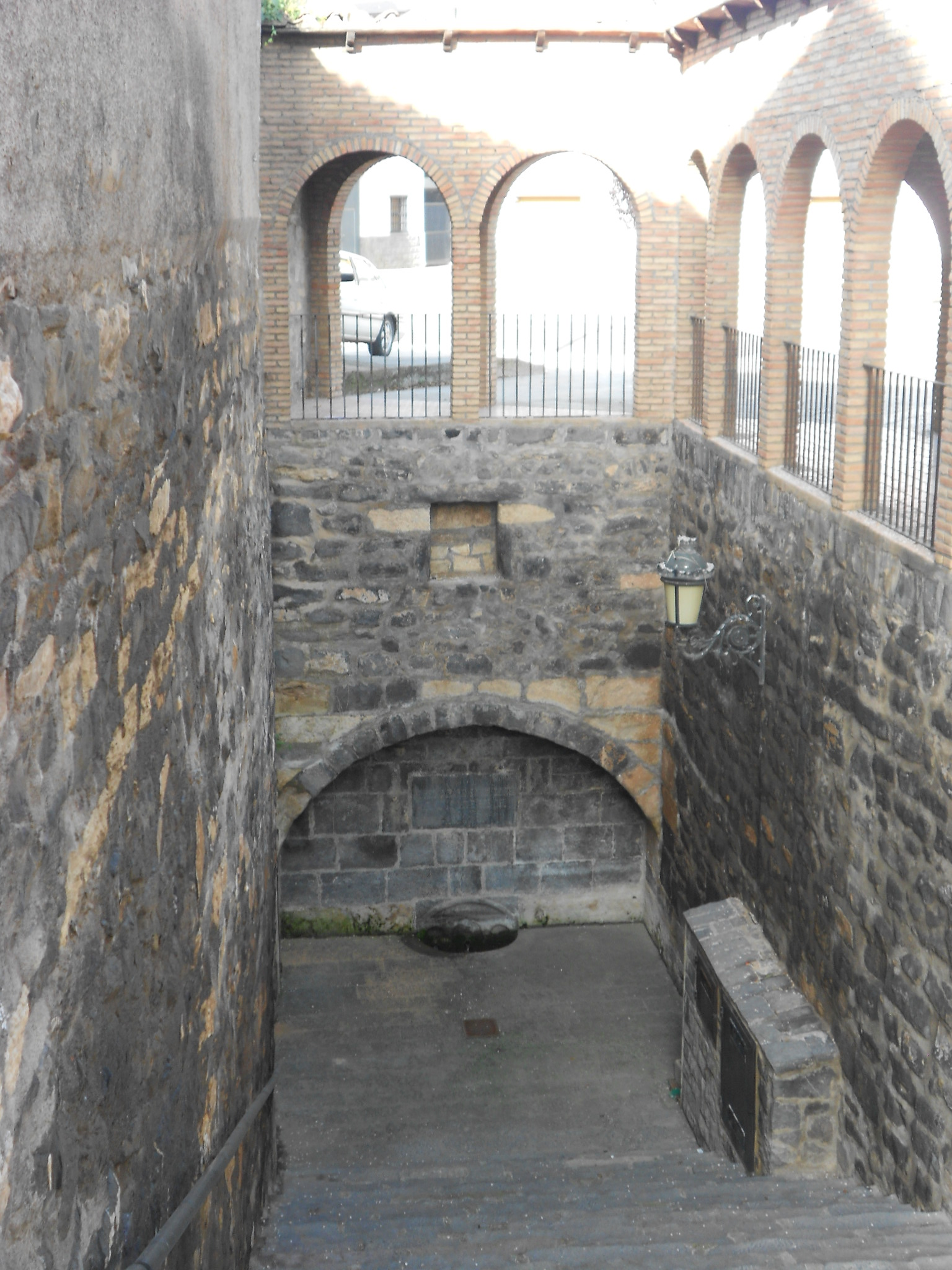
Fuente de las Escaleras, de origen musulmán

El edificio conocido como Hospital de Peregrinos fue originariamente la mezquita mayor, utilizada por la comunidad mudéjar de Calatorao en la segunda mitad del siglo XV. Junto a la sala de oración se conserva una pequeña casa, utilizada como madrasa o escuela coránica y como vivienda del imán. A la sala de oración se entraba a través de una puerta monumental de ladrillo, cerrada en arco de medio punto; tiene la peculiaridad de mantener la misma anchura de la rosca del arco en la zona de las jambas, de manera que conforman una superficie continua.

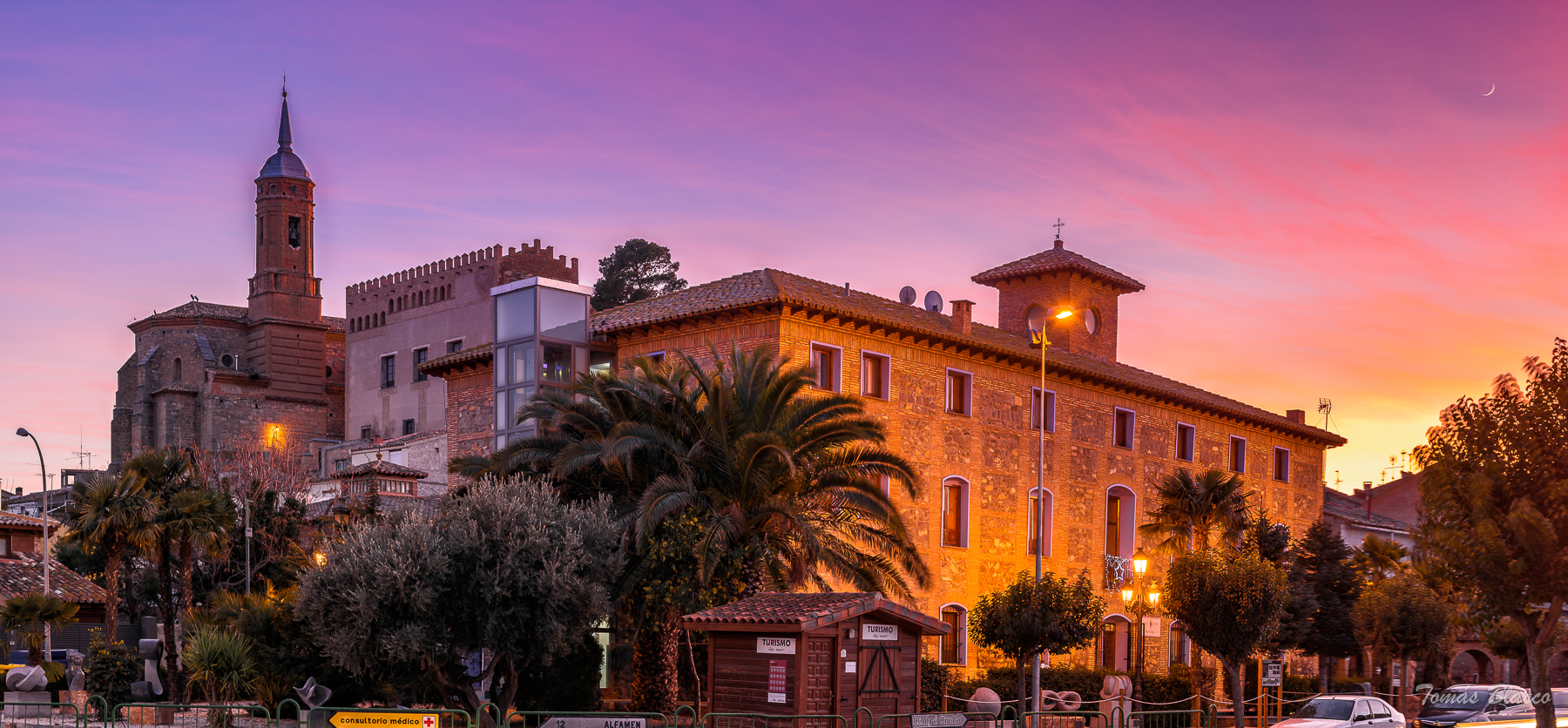
Vista de la Casa de Cultura con el castillo e iglesia de Calatorao

En las calles de Calatorao son apreciables todavía un buen número de casas de los siglos XVI al XIX e interesantes ejemplos de arquitectura popular, como el Arco de la Villa o la Casa Cañón. Cabe destacar la Casa de Cultura, edificio neoclásico y antigua posada de arrieros.Perviven dos antiguos hospitales; además del ya citado de Peregrinos, está el Hospital Municipal, edificio del siglo XIX restaurado para albergue.

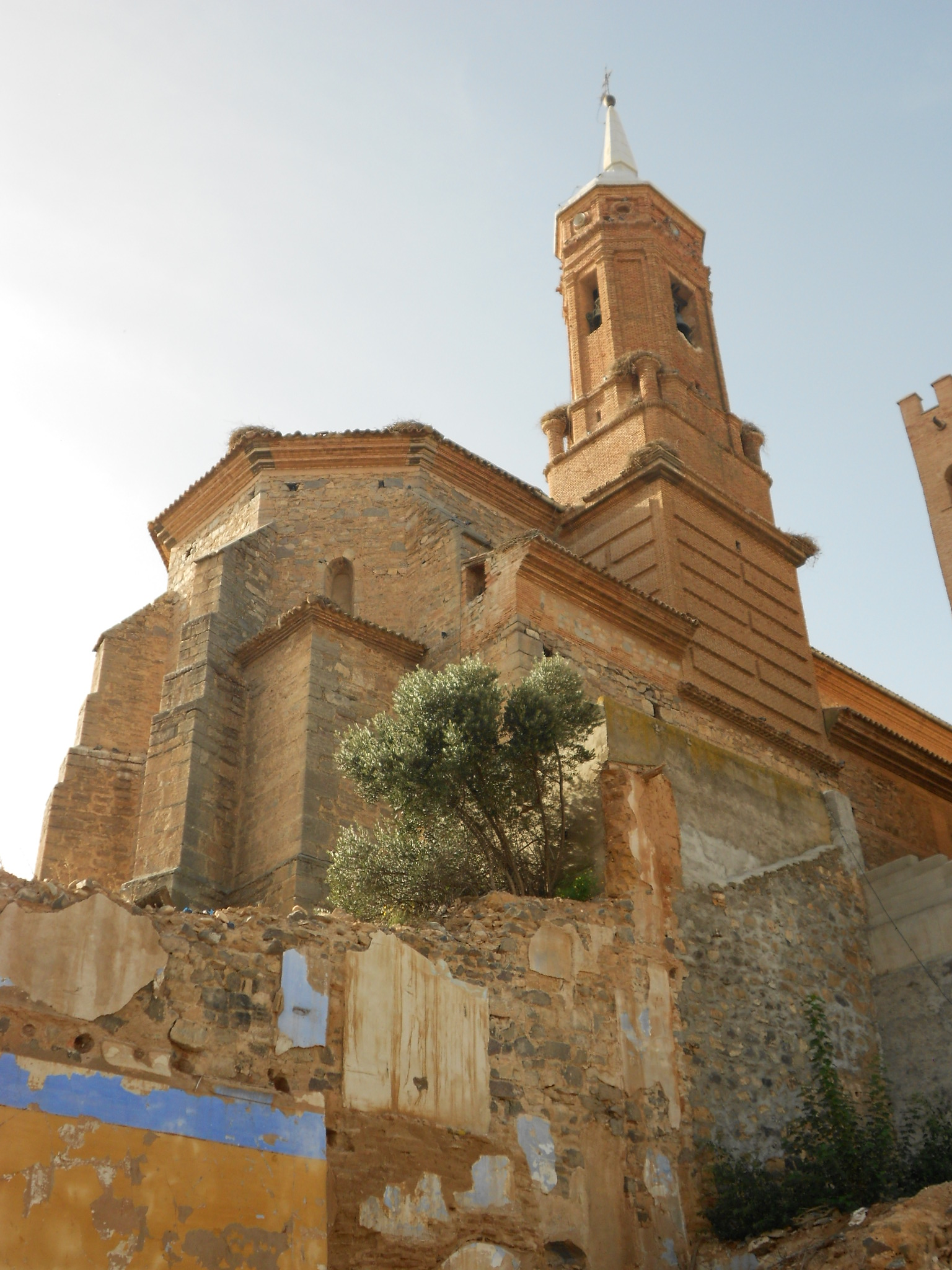
Iglesia neoclásica de San Bartolomé

Todavía se conservan fuentes como la del Ojuelo —hoy reconvertida en parque de medio ambiente— y la Fuente de las Escaleras, de origen árabe. Esta última, conocida también como la Fuente de los Moros, fue construida en el siglo X por los musulmanes, junto con un subterráneo anexo que la une al Castillo. Es un gran pozo manantial de planta cuadrada al que se accede bajando una escalera de 44 peldaños.

### Patrimonio religioso

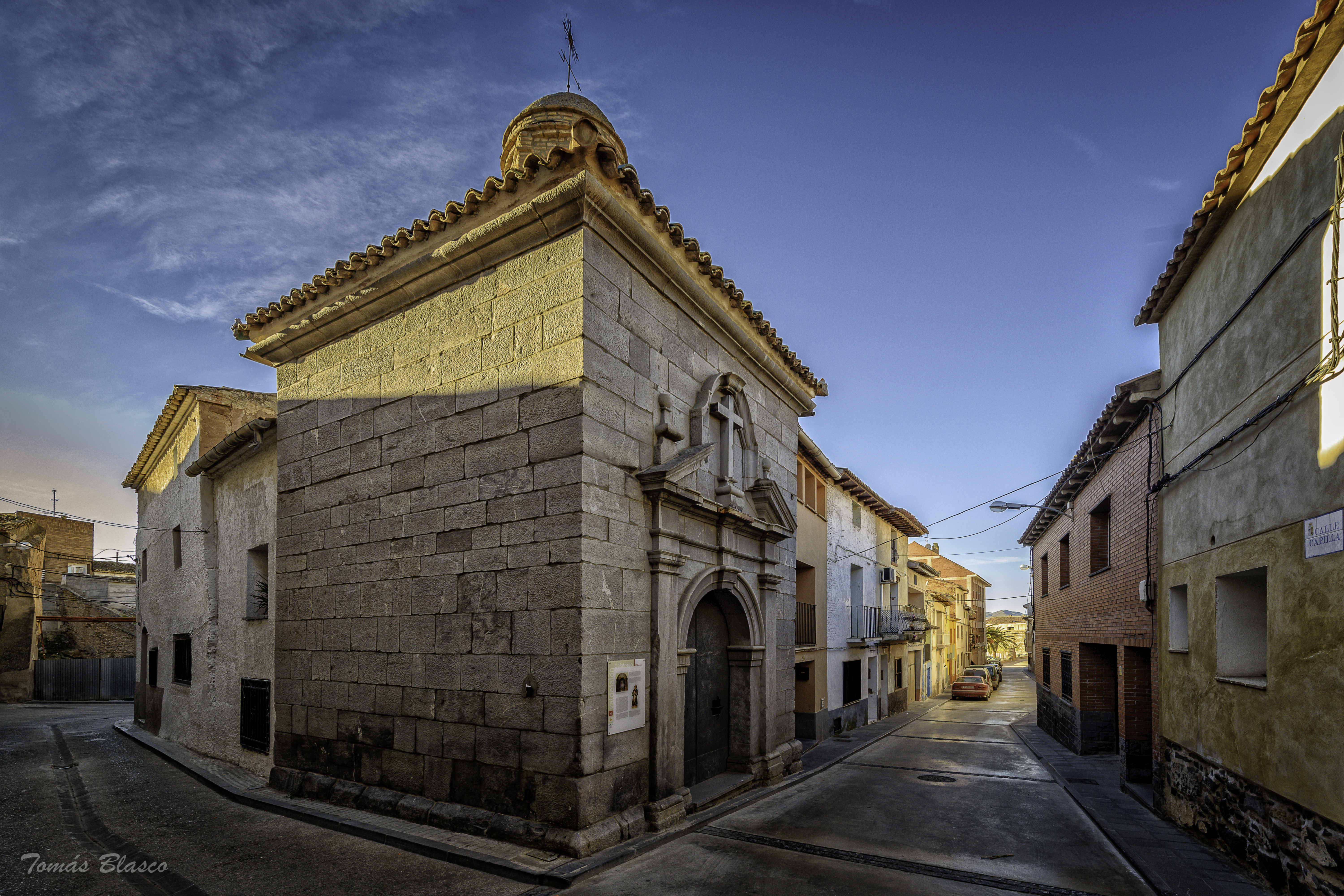
Capilla del Santo Cristo de Calatorao

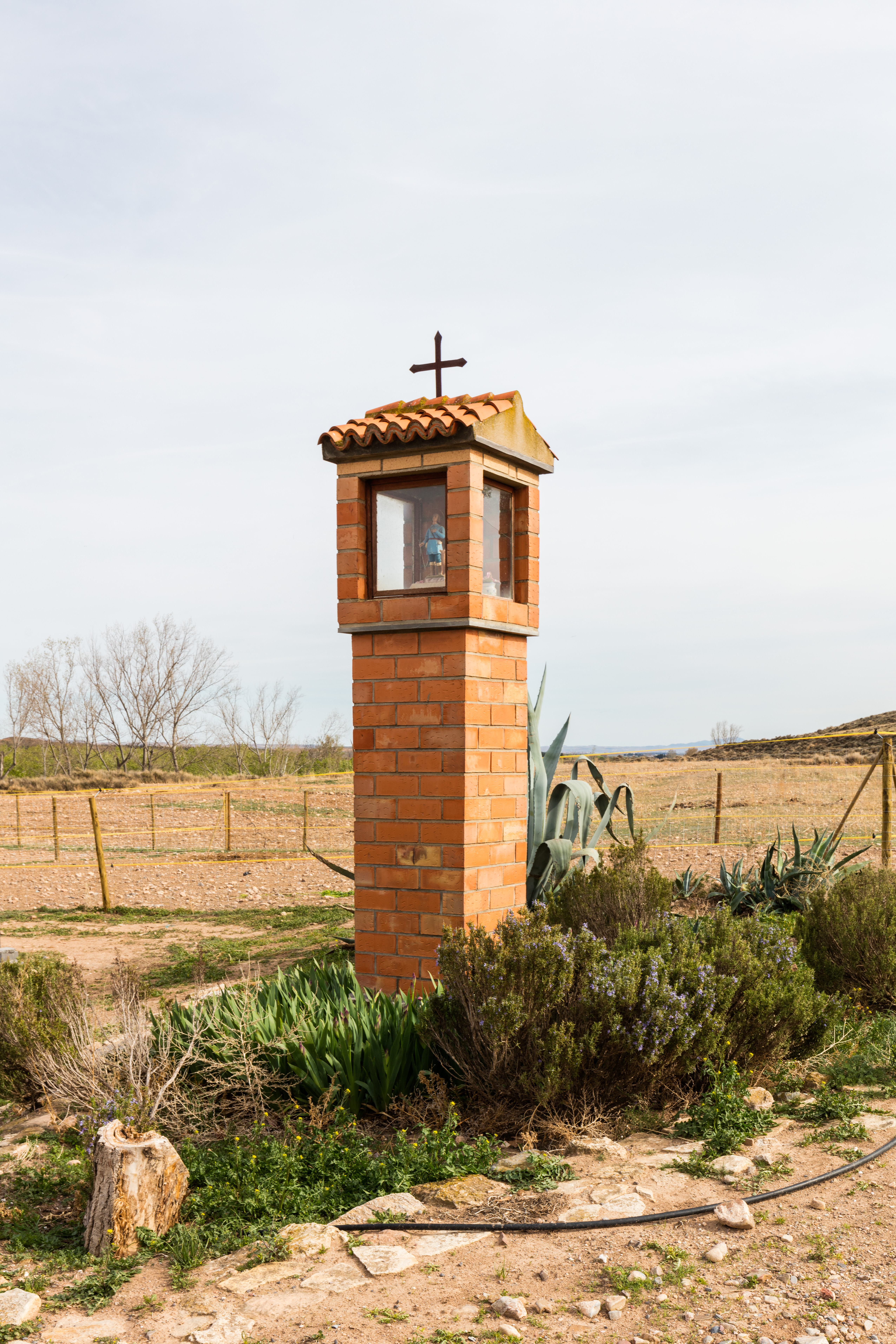
Peirón de San Huberto

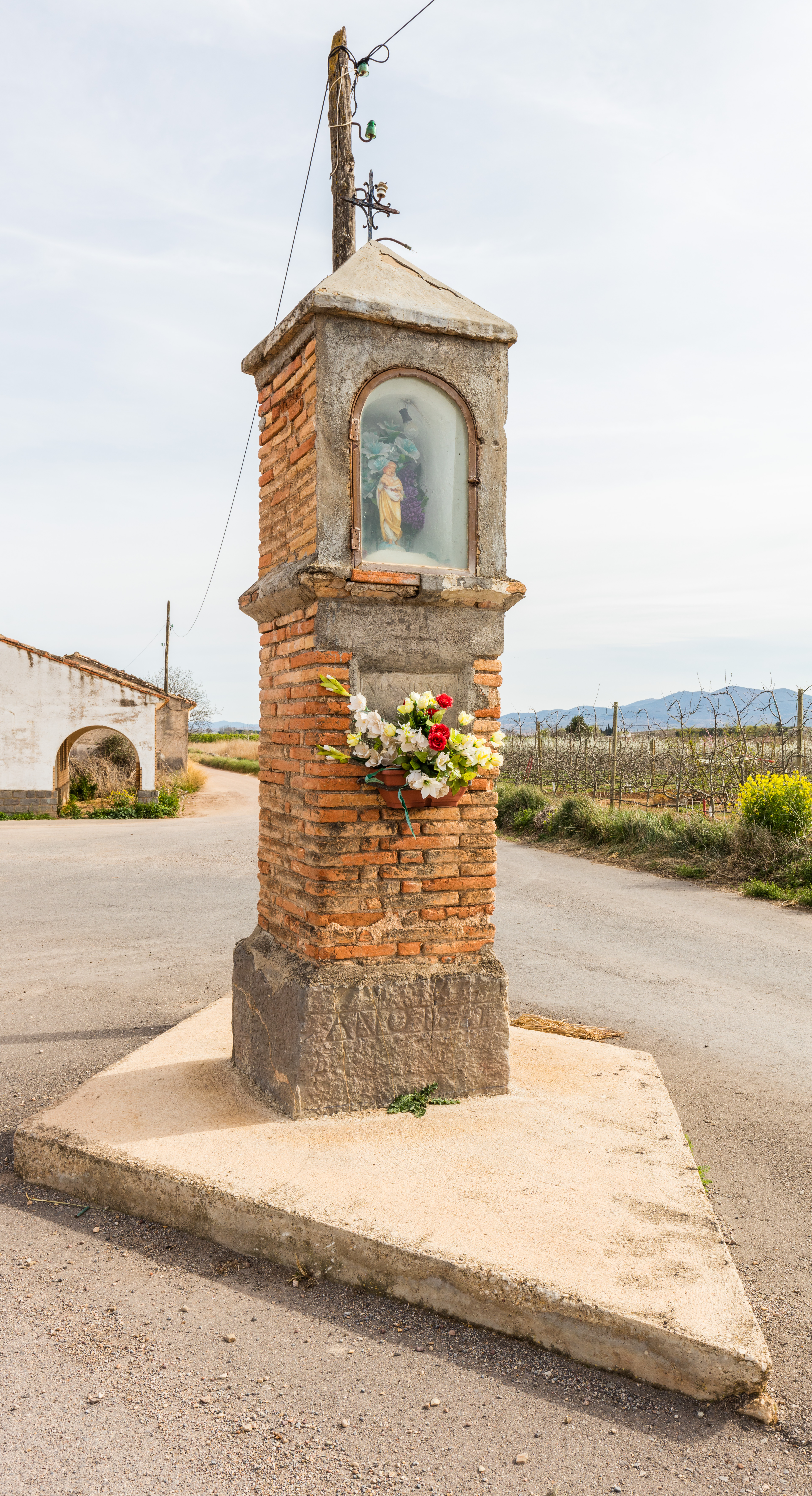
Peirón de la Virgen del Tremedal

En cuanto a arquitectura religiosa, la Iglesia parroquial de San Bartolomé es un edificio construido en 1842. Consta de nave única de seis tramos con capillas entre contrafuertes comunicadas entre sí. La nave está cubierta con bóveda de medio cañón con lunetos y remata en cabecera de planta semicircular con bóveda de horno. Al exterior, la fachada presenta un orden clásico construido en ladrillo, con dos cuerpos. Su interior alberga una imagen del Santísimo Cristo del siglo XVI, de madera tallada y atribuida a Gabriel Yoly. Considerada una excepcional obra de arte, la talla revela un magnífico estudio anatómico del Crucificado. Al Cristo se le atribuyen numerosos milagros y, por ello, ha sido conocido como «El Tostado de Calatorao» y como «El Cristo de los endemoniados».
También es de interés la Capilla del Santo Cristo de Calatorao, construida en 1734. De planta cuadrada, está cubierta con cúpula sobre pechinas, iluminada por una linterna que remata el volumen exterior. Según la tradición, en este lugar apareció la imagen en un cuarto de la casa de Francisco Gracia.

## Cultura

### Fiestas
- El primer domingo de mayo se realiza la romería a la Ermita del Calvario.
- Las fiestas patronales de la localidad se celebran en honor a San Bartolomé y son del 23 al 27 de agosto.
- Del 13 al 17 de septiembre se celebraban las fiestas mayores en honor al Santo Cristo pero actualmente las fiestas mayores son en honor de san Bartolomé.

### Gastronomía y tradiciones
Como productos típicos de Calatorao cabe citar la gran variedad de fruta de calidad, la repostería y la cerámica, así como los vinos de la comarca de Valdejalón.
En cuanto a juegos tradicionales, la petanca, el tiro de bola y el tiro de barra, este último de gran raigambre en la localidad, se han conservado a través de los años.
El tiro de barra, que proviene de las tareas del campo donde se denominaba también tiro de Reja, ha sido practicado en la localidad durante siglos.

## Ciudades hermanadas
- Seravezza (Italia)